# Kamień Duży (województwo mazowieckie)
Kamień Duży – wieś w Polsce położona w województwie mazowieckim, w powiecie przysuskim, w gminie Wieniawa. Ma status sołectwa.
| SIMC    | Nazwa       | Rodzaj    |
| ------- | ----------- | --------- |
| 0640685 | Kamień Mały | część wsi |
| 0640691 | Stajków     | część wsi |
| 0640700 | Za Górami   | część wsi |

W latach 1975–1998 miejscowość administracyjnie należała do województwa radomskiego.
Wierni Kościoła rzymskokatolickiego należą do parafii św. Szczepana w Skrzynnie.